# Hino de Yungay
O Hino de Yungay foi composto em 1839 em homenagem à batalha ocorrida no morro pão de açúcar na Província de Yungay, Peru, na qual o exército do Chile junto ao exército do Peru comandados por Manuel Bulnes e Agustín Gamarra, respectivamente, vencem as forças da Confederação Peru-Boliviana comandadas pelo boliviano Andrés de Santa Cruz.
A música é de José Zapiola e a letra de Manuel Rengifo. Foi considerada por muito tempo (até a segunda metade do século XX) como um segundo hino nacional no Chile devido a sua popularidade.

## Letra
Estrofe I
Del rápido Santa
pisando la arena,
la hueste chilena
se avanza a la lid.
Ligera la planta,
serena la frente,
pretende impaciente
triunfar o morir.
Refrão
Cantemos la gloria
del triunfo marcial
que el pueblo chileno
obtuvo en Yungay.
Estrofe II
¡Oh, patria querida,
que vidas tan caras,
ahora en tus aras
se van a inmolar!.
Su sangre vertida
te da la victoria;
su sangre, a tu gloria
da un brillo inmortal!
Refrão
Cantemos la gloria
del triunfo marcial
que el pueblo chileno
obtuvo en Yungay.
Estrofe III
Al hórrido estruendo
del bronce terrible,
el héroe invencible
se lanza a lidiar.
Su brazo tremendo
confunde al tirano,
y el pueblo peruano
cantó libertad.
Refrão
Cantemos la gloria
del triunfo marcial
que el pueblo chileno
obtuvo en Yungay.
Estrofe IV
Desciende Nicea,
trayendo festiva,
tejida en oliva,
la palma triunfal.
Con ella se vea
ceñida la frente
del héroe sin par.